# Santa Cruz, Rio Grande do Norte
Santa Cruz är en ort i Brasilien.   Den ligger i kommunen Santa Cruz och delstaten Rio Grande do Norte, i den östra delen av landet, 1 700 km nordost om huvudstaden Brasília. Santa Cruz ligger 230 meter över havet och antalet invånare är 27 775.
Terrängen runt Santa Cruz är platt. Det finns inga andra samhällen i närheten.
Omgivningarna runt Santa Cruz är huvudsakligen savann. Runt Santa Cruz är det ganska tätbefolkat, med 52 invånare per kvadratkilometer.